# Лучивна
Лучивна, або Лучівна (словац. Lučivná) — село в Словаччині, Попрадському окрузі Пряшівського краю.

## Розташування
Розташоване в північній Словаччині в західній частині Попрадської угловини в долині річки Попрад.

## Історія
Уперше згадується у 1321 році.
В середині XVIII ст. частина русинського населення Лучівни переселилась у Воєводину.
У селі є римо-католицький костел з 1814 року збудований на основах старішого готичного костела та протестантський костел з 1815 року в стилі класицизму.

## Населення
| Рік:            | 1994. | 2004.    | 2014.   | 2024.   |
| --------------- | ----- | -------- | ------- | ------- |
| Кількість осіб: | 822   | 982      | 993     | 937     |
| Різниця:        |       | +19,46 % | +1,12 % | -5,63 % |

| Рік:            | 2023. | 2024.   |
| --------------- | ----- | ------- |
| Кількість осіб: | 936   | 937     |
| Різниця:        |       | +0,10 % |

У селі проживає 990 осіб.
Національний склад населення (за даними останнього перепису населення — 2001 року):
- словаки — 92,36 %,
- цигани — 5,83 %,
- чехи — 0,32 %,
- поляки — 0,11 %,
- угорці — 0,11 %,

Склад населення за приналежністю до релігії станом на 2001 рік:
- римо-католики — 73,38 %,
- протестанти — 18,66 %,
- греко-католики — 0,42 %,
- православні — 0,21 %,
- не вважають себе вірянами або не належать до жодної вищезгаданої конфесії — 5,51 %.